# Aziatische zwarte rat
De Aziatische zwarte rat (Rattus tanezumi) is een rat uit de familie Muridae.

## Kenmerken
De kop-romplengte bedraagt tot 22 cm; de staart is ongeveer even lang. Deze rat kan tot 200 gram wegen. De rug is olijfbruin van kleur, de buik wat lichter. De staart is donkergrijs. De oren zijn groot.

## Leefwijze
De Aziatische zwarte rat is een alleseter, net als andere ratten. Hij kan hard rennen en goed klimmen en springen.

## Verspreiding
Deze soort komt voor in Zuid-, Oost- en Zuidoost-Azië, oostelijk tot Fiji. De soort werd eerder tot dezelfde soort als de "gewone" of "Oceanische" zwarte rat (Rattus rattus) gerekend, maar die heeft niet alleen een ander karyotype (2n=38-40, tegen 2n=42 bij R. tanezumi), maar verschilt ook in morfologische en biochemische kenmerken. R. tanezumi komt voor van Afghanistan en Japan tot Kleine Soenda-eilanden, Nieuw-Guinea en Fiji. Hij komt ook voor in het zuidwesten van India, maar de grenzen met R. rattus in India zijn nog onduidelijk. Op sommige plaatsen, zoals Fiji en Christmas-eiland, komt hij voor samen met R. rattus. Waarschijnlijk is deze soort in vrijwel zijn gehele eilandverspreiding ingevoerd.
Aziatische zwarte rat (Rattus tanezumi)
· Bruine rat (Rattus norvegicus)
· Engganorat (Rattus enganus)
· Nillubergrat (Rattus montanus)
· Polynesische rat (Rattus exulans)
· Rattus adustus
· Rattus andamanensis
· Rattus arfakiensis
· Rattus argentiventer
· Rattus arrogans
· Rattus baluensis
· Rattus blangorum
· Rattus bontanus
· Rattus burrus
· Rattus ceramicus
· Rattus colletti
· Rattus detentus
· Rattus elaphinus
· Rattus everetti
· Rattus facetus
· Rattus feileri
· Rattus feliceus
· Rattus fuscipes
· Rattus giluwensis
· Rattus hainaldi
· Rattus halmaheraensis
· Rattus hoffmanni
· Rattus hoogerwerfi
· Rattus jobiensis
· Rattus koopmani
· Rattus korinchi
· Rattus leucopus
· Rattus losea
· Rattus lugens
· Rattus lutreolus
· Rattus macleari
· Rattus marmosurus
· Rattus mindorensis
· Rattus mollicomulus
· Rattus mordax
· Rattus morotaiensis
· Rattus nativitatis
· Rattus nikenii
· Rattus niobe
· Rattus nitidus
· Rattus novaeguineae
· Rattus ombirah
· Rattus omichlodes
· Rattus osgoodi
· Rattus palmarum
· Rattus pelurus
· Rattus pococki
· Rattus praetor
· Rattus pyctoris
· Rattus ranjiniae
· Rattus richardsoni
· Rattus sakeratensis
· Rattus salocco
· Rattus sanila
· Rattus satarae
· Rattus simalurensis
· Rattus sordidus
· Rattus steini
· Rattus stoicus
· Rattus taliabuensis
· Rattus tawitawiensis
· Rattus timorensis
· Rattus tiomanicus
· Rattus tunneyi
· Rattus vandeuseni
· Rattus verecundus
· Rattus villosissimus
· Rattus xanthurus
· Zwarte rat (Rattus rattus)